# Premios Mayte
Los Premios Mayte son unos galardones concedidos en España en el ámbito de la tauromaquia y las artes escénicas.

## Historia
Los Premios son concedidos desde 1960 en el ámbito de la Tauromaquia y desde 1969 en el ámbito de las Artes Escénicas por la Fundación Premios Mayte, fundada por María Teresa Aguado Castillo y cuyo objeto es el fomento de las artes en general y, especialmente, del teatro, la tauromaquia, la literatura, la pintura y la escultura.
El Premio Mayte es otorgado tanto a personas físicas como a sociedades seleccionadas por un jurado en virtud de la labor desarrollada durante ese año en el teatro, la tauromaquia o, en su caso, otros campos artísticos o culturales. 
Tras el fallecimiento de Teresa Aguado en 1990, su hijo Luis continuó la labor emprendida.
Desde 2007, la Fundación entrega además, los denominados Premios Mayte de Teatro de Cantabria a obras representadas en dicha comunidad autónoma.

## Palmarés de los Premios Mayte de Teatro de Cantabria
- V Edición (2011):
  - José María Pou, por Su seguro servidor, Orson Welles.
  - Candidatos: José Carlos Plaza, Magüi Mira, Carmelo Gómez, Silvia Abascal, José Luis Gómez,  Juan Luis Galiardo, Vicky Peña, Mario Gas y Francisco Valcárcel.

- IV Edición (2010):
  - Ana Labordeta, por Noviembre.
  - Candidatos: Gerardo Malla, Nancho Novo, Teté Delgado, Daniel Veronese, Santiago Ramos, Héctor Alterio, José Sacristán, Verónica Forqué, Juan Luis Galiardo.

- III Edición (2009):
  - Vicky Peña, por Homebody Kabul.
  - Candidatos: María Adánez, Roberto Álamo, Malena Alterio, Jaroslav Bielski, María Fernanda D’Ocón, Mario Gas, Carmen Machi, Miguel Narros, Blanca Portillo, Aitana Sánchez-Gijón y Clara Segura.

- II Edición (2008):
  - Blanca Portillo, por Afterplay.
  - Candidatos: Albert Boadella, Alberto San Juan, Federico Luppi, Carlos Hipólito, Nuria Espert, José Carlos Plaza, José Luis Gómez, Lluís Homar, Juan Echanove, José Sacristán y Helena Pimenta.

- I Edición (2007):
  - José María Flotats, por La cena.

## Palmarés de los Premios Mayte de Teatro
- XXIX Edición (2010):[1]
  - Candidatos: Mª Fernanda D'Ocón por "Mi hijo y yo", Juan Carlos Pérez de la Fuente por "Angelina o el honor de un brigadier", Carlos Hipólito por "Glengarry Glen Ross", Chete Lera por "Angelina o el honor de un brigadier", Pedro Víllora por "El juglar del Cid", Miguel del Arco por "La función por hacer", Ernesto Filardi por "La niña de plata", Héctor Colomé por "Dos delirios", Ginés García Millán por "Glengarry Glen Ross", Pepe Viyuela por "El pisito", Blanca Portillo por "Hamlet" y Josep Maria Flotats por "El encuentro de Descartes y el joven Pascal".
  - Jurado: Antonio Gala (presidente), Victoria Rodríguez, Rosana Torres, Andrés Peláez, José Luis Balbín, José María Álvarez del Manzano, Luis Alberto de Cuenca, Juan Ignacio García Garzón, Raúl del Pozo, Florentino López-Negrín, Ramón Pernas y Juan José Alonso Millán.

- XXXVIII Edición (2009):
  - Vicky Peña, por Sweeney Todd.[2]
  - Candidatos: María Adánez por 'La señorita Julia'; María Fernanda D'Ocón por 'Mi hijo y yo'; Carmen Machi por 'La tortuga de Darwin'; Miguel Narros por 'La señorita Julia'; Blanca Portillo por 'Barroco' y Aitana Sánchez Gijón por 'Un Dios salvaje'.
  - Jurado: Antonio Gala (presidente), Victoria Rodríguez, Rosana Torres, Andrés Peláez, José Luis Balbín, José María Álvarez del Manzano, Pedro Víllora, Juan Ignacio García Garzón, Raúl del Pozo, Florentino López-Negrín, Ramón Pernas, Juan José Seoane y Luis Aguado.

- XXXVII Edición (2008):
  - Manuel Tejada, por El león en invierno.
  - Candidatos: Ana Belén, Juan Carlos Pérez de la Fuente, Alfonso Sastre, Juan Carlos Rubio, Juan Luis Galiardo, Vicky Peña, José Pedro Carrión, María Adánez, Natalia Dicenta y José Ortega.
  - Jurado: Antonio Mingote (presidente), Victoria Rodríguez, Rosana Torres, Javier Villán, José Luis Balbín, José María Álvarez del Manzano, Pedro Víllora, Juan Ignacio García Garzón, Raúl del Pozo, Florentino López-Negrín, Ramón Pernas y Mariano Torraba.

- XXXVI Edición (2007):
  - Yolanda Ulloa, por La buena persona de Sezuan.
  - Julia Gutiérrez Caba, por su trayectoria artística.
  - Candidatos: Juan Echanove, Blanca Portillo, Julieta Serrano, Núria Espert, Laila Marull, Luisa Cunillé, José Ramón Fernández, Ernesto Caballero, la Compañía Ron La lá y Juan José Otegui.
  - Jurado: Emma Penella (presidenta), Antonio Mingote, José Luis Balbín, Ignacio Amestoy, Florentino López Negrín, José María Álvarez del Manzano, Juan Ignacio García Garzón, Raúl del Pozo, Natalia Menéndez, Laila Ripio, Victoria Rodríguez, Javier Villán y Ramón Pernas.

- XXXV Edición (2006): 
  - Albert Boadella por En un lugar de Manhattan.
  - Nati Mistral, por su trayectoria artística.
  - Candidatos: Toni Acosta, Celia Freijeiro, José Sacristán, Juan Mayorga, Lolita, Fele Martínez, Cipriano Lodosa, Lucía Quintana, Juan Pastor, Luisa Martín y Amparo Soler Leal.
  - Jurado: Emma Penella, (presidenta), José María Álvarez del Manzano, Raúl del Pozo, Antonio Mingote, Ignacio Amestoy, Juan Ignacio García Garzón, Ramón Pernas, Victoria Rodríguez, Florentino Pérez Negrín, Javier Villán, Rosana Torres y Mariano Torralba.

- XXXIV Edición (2005): 
  - Carlos Hipólito por El método Gronholm.[3]
  - Candidatos:[4] Ana Belén, Ana Marzoa, Elisa Gálvez, José María Flotats, Blanca Portillo, María Adánez, Albert Boadella, Rafael Álvarez "El Brujo", Juan José Otegui, Jordi Galceran y Héctor Alterio.
  - Jurado: Emma Penella, (presidenta), José María Álvarez del Manzano, Raúl del Pozo, Luis María Ansón, Antonio Mingote, Ignacio Amestoy, Juan Ignacio García Garzón, Ramón Pernas, Victoria Rodríguez, Florentino Pérez Negrín, Javier Villán.

- XXXIII Edición (2004): 
  - Juan Carlos Pérez de la Fuente por Historia de una escalera.
  - Candidatos: Lola Herrera, Nati Mistral, Yolanda Ulloa, Abigail Tomey, Luis Merlo, Carlos Hipólito, Luis Olmos, Miguel Narros, Miguel Delibes y Angélica Liddell.
  - Jurado: Emma Penella, (presidenta), Antonio Mingote, Manuel Martín Ferrand, Luis María Anson, Florentino López Negrín, Juan Ignacio García Garzón, Javier Villán, Victoria Vera, José María Álvarez del Manzano y Mariano Torralba.

- XXXII Edición (2003): 
  - María Jesús Valdés por Carta de amor.
  - Candidatos: Pedro Manuel Villora, Aitana Sánchez Gijón, Francisco Nieva, Ana Belén, Josep María Flotats y Emilio Gutiérrez Caba, Juan Carlos Pérez de la Fuente.
  - Jurado: Emma Penella, (presidenta), Mariano Torralba, Lola Herrera, Victoria Rodríguez, Florentino López-Negrín, Manuel Martín Ferrand, Luis María Anson, Antonio Mingote, Javier Villán, Juan Ignacio Garzón.

- XXXI Edición (2002): 
  - José Sacristán por La muerte de un viajante.[5]
  - Candidatos: José Luis Gómez, Miguel Narros, María Jesús Valdés, Helio Pedregal, Borja Ortiz de Gondra
  - Jurado: Emma Penella, (presidenta), Mariano Torralba, Lola Herrera, José María Pou, Florentino López-Negrín, Manuel Martín Ferrand, Luis María Anson, Antonio Mingote, Javier Villán, Juan Ignacio Garzón.

- XXVI Edición (1998): 
  - Juan Antonio Quintana por Yepeto.
  - Candidatos: Miguel Narros, Juan Carlos Pérez de la Fuente, Francisco Nieva, Ignacio del Moral, Verónica Forqué, Raúl Sénder, Luis Merlo, Silvia Espigado, Nati Mistral, Amparo Larrañaga y José Luis Gómez.

- XXV Edición (1995): 
  - Amparo Rivelles por Los padres terribles.
  - Candidatos: Ana María Barbany, Dagoll Dagom, Juan Echanove, Arturo Fernández, Nuria Gallardo, Silvia Marsó, Juan Antonio Quintana, María Jesús Valdés y Leticia Sabater.
  - Jurado: Lorenzo López Sancho, Luis María Anson, Eduardo García Rico, Alberto de la Hera, Mariano Torralba, Florentino López Negrín y Pilar Miró.

- XXIV Edición (1994): 
  - Emma Penella por La taberna de los cuatro vientos.
  - Aurora Redondo, Premio Extraordinario.
  - Candidatos: Amparo Baró, Jaime Salom, Lola Cardona, Ángel García Moreno, Aitana Sánchez Gijón, Irene Gutiérrez Caba y Julia Gutiérrez Caba, Adolfo Marsillach, Francisco Nieva, Amparo Rivelles.
  - Jurado: Lorenzo López Sancho (presidente), Manuel Gutiérrez Aragón, Pilar Miró, Carlos Luis Álvarez, Cándido, Francisco Umbral, Florentino López Negrín, Mariano Torralba, Alberto de la Hera, Eduardo García Rico y Luis María Anson.

- XXIII Edición (1993): 
  - Alberto Closas por El canto de los cisnes.

- XXII Edición (1992): 
  - Gustavo Pérez Puig por Tres sombreros de copa.

- XXI Edición (1991): 
  - Juan José Alonso Millán por Ya tenemos chica.

- XX Edición (1990): 
  - José López Rubio por Celos del aire.

- XIX Edición (1987): 
  - Ángel García Moreno por Paso a paso y El manifiesto.

- XVIII Edición (1986): 
  - José Luis Alonso de Santos por Bajarse al moro.

- XVII Edición (1985): 
  - José Carlos Plaza por La casa de Bernarda Alba.
  - Candidatos: Amparo Rivelles, José María Flotats.
  - Jurado: José López Rubio, Luis María Anson, Lorenzo López Sancho, Ana Diosdado, Francisco Nieva, Manuel Díaz Crespo, Eduardo García Rico, Eduardo Haro.

- XVI Edición (1984): 
  - Francisco Ors por El día de Gloria.

- XV Edición (1983): 
  - Fermín Cabal por Vade Retro!.
  - Candidatos: Ángel García Moreno.
  - Jurado: José López Rubio (Presidente), Cayetano Luca de Tena, Eduardo García Rico, García Pavón, Díaz Crespo, Luis María Ansón y Lorenzo López Sancho.

- XIV Edición (1982): 
  - Fernando Fernán Gómez por Las bicicletas son para el verano.
  - Candidatos: María Asquerino, Ana Belén, Antonio Buero Vallejo, Ángel García Moreno, José Luis Gómez, María José Goyanes, Francisco Nieva, Encarna Paso, José Carlos Plaza y Amparo Rivelles.
  - Jurado: José López Rubio (presidente), Cayetano Luca de Tena, Eduardo García Rico, Francisco García Pavón, Manuel Díaz Crespo, Luis María Ansón, José Sacristán, Adolfo Marsillach y Lorenzo López Sancho.

- XIII Edición (1981): 
  - Concha Velasco por Yo me bajo en la próxima, ¿y usted?.

- XII Edición (1980): 
  - Fernando Fernán Gómez por El alcalde de Zalamea.

- XI Edición (1979): 
  - Conchita Montes por Encuentro en otoño.

- X Edición (1978): 
  - Aurora Bautista, por Oye, Patria, mi aflicción.
  - Candidatos: José Luis Alonso, Antonio Buero Vallejo, Enrique Diosdado, Irene Gutiérrez Caba, María Fernanda D'Ocón, Julia Gutiérrez Caba, Lola Herrera, Carmen Maura, Juanjo Menéndez, Francisco Nieva y Terele Pávez.
  - Jurado: José Luis López Rubio, Luis María Ansón, Arcadio Vaquero, Manuel Diez Crespo, Modesto Higueras, Adolfo Prego, Eduardo G. Rico, Enma Penella, Analía Gadé, Andrés Amorós, Carlos Luis Álvarez, Pablo Corbalán, Julio Trenas, Víctor Ruiz Iriarte y Julio Mathías.

- IX Edición (1977): 
  - José María Rodero, por Los emigrados.
  - Candidatos: Gemma Cuervo, Agustín González, Julia Gutiérrez Caba, Adolfo Marsillach, José Martín Recuerda, Miguel Narros, Alfonso Paso, Laly Soldevila y José Tamayo.

- VIII Edición (1976): 
  - Francisco Nieva, por Sombra y quimera de Larra.
  - Candidatos: Antonio Buero Vallejo, Carmen Carbonell, José Luis Gómez, Irene Gutiérrez Caba, José Luis López Vázquez, Manuel Martínez Mediero, Carmen de la Maza, Berta Riaza, Víctor Ruiz Iriarte, Laly Soldevila y José Tamayo.

- VII Edición (1975): 
  - José Luis Alonso por Las cítaras colgadas de los árboles.

- VI Edición (1974): 
  - Antonio Buero Vallejo por La fundación.

- V Edición (1973): 
  - Antonio Gala por Los buenos días perdidos.

- IV Edición (1972): 
  - María Fernanda D'Ocón por Misericordia.

- III Edición (1971): 
  - Ana Diosdado por Olvida los tambores.

- II Edición (1970): 
  - Núria Espert por Las criadas.

- I Edición (1969): 
  - Adolfo Marsillach por Marat-Sade.

## Los más nominados
- Julia Gutiérrez Caba: 16
- Ángel García Moreno: 9
- Irene Gutiérrez Caba: 9
- Amparo Rivelles: 9
- José Luis Gómez: 9
- Antonio Buero Vallejo: 9
- José Luis Alonso Mañés: 8
- José Tamayo: 8
- Francisco Nieva: 8
- María Asquerino: 8
- Adolfo Marsillach: 7
- Miguel Narros: 7
- Ana Belén: 7
- María Jesús Valdés: 6
- Albert Boadella: 6
- Fernando Fernán Gómez: 5
- José Bódalo: 5
- Amparo Baró: 5
- Mary Carrillo: 5
- Jaime Salom: 5
- Ana Marzoa: 5
- Juan Carlos Pérez de la Fuente: 5
- María José Goyanes: 4

## Palmarés de los Premios Mayte de Tauromaquia
- 1994: Julio Aparicio.
- 1993: Javier Vázquez.
- 1991: César Rincón.
- 1990: Fernando Lozano.
- 1989: Espartaco.
- 1988: Manili.
- 1987: Víctor Mendes.
- 1982: Ruiz Miguel.
- 1981: Antoñete.
- 1960: Diego Puerta.